# Tiếng Nepal
Tiếng Nepal (नेपाली) là ngôn ngữ của người Nepal và là ngôn ngữ chính thức trên thực tế của Nepal.
Tiếng Nepal là một thành viên của ngữ chi Ấ́n-Arya thuộc ngữ tộc Ấ́n-Iran của ngữ hệ Ấn-Âu. Đây là ngôn ngữ chính ở Nepal, và cũng được sử dụng ở đất nước Bhutan, một phần của Ấn Độ và Myanmar. Tại Ấn Độ, ngôn ngữ này được công nhận là một trong 23 ngôn ngữ chính thức cấp địa phương: Tiếng Nepal có vị thế chính thức ở bang Sikkim và huyện Darjeeling của bang Tây Bengal. Tiếng Nepal phát triển trong tình trạng ở gần với các ngôn ngữ thuộc nhóm Tạng-Miến, nhất là với tiếng Newar. Tiếng Nepal có quan hệ gần gũi với các ngôn ngữ Hindi và thỉnh thoảng có thể hiểu lẫn nhau ở một số từ, ngôn ngữ này có nhiều từ có gốc là tiếng Phạn và rất ít từ mượn từ tiếng Ba Tư và tiếng Anh so với tiếng Hindi-Urdu. Tiếng Nepal thường được viết bằng chữ Devanagari giống như tiếng Hindi và tiếng Phạn.

## Phân bổ
Khoảng 1/3 dân số Nepal sử dụng ngôn ngữ này như tiếng mẹ đẻ. Tiếng Nepal nay được chính phủ Nepal sử dụng và là ngôn ngữ hàng ngày của dân cư trong cả nước. Tuy thế việc không chấp nhận sử dụng tiếng Nepal trong tòa án và chính quyền ở Nepal là một sự thách thức. Phiến quân theo chủ nghĩa Mao Trạch Đông coi việc công nhận các ngôn ngữ khác ở Nepal là một trong các mục tiêu theo đuổi của họ.
Khoảng 242.000 người (chiếm 35%) dân số đất nước Bhutan nói tiếng Nepal nếu tất cả những người tị nạn Bhutan được tính (các con số không chính thức cho rằng dân tộc Nepal ở Bhutan lên tới 30 hay 40%, chủ yếu ở miền nam)
Ở Ấn Độ, ước tính có 500.000 người nói tiếng Nepal trong tổng số 560.000 dân ở bang Sikkim. Ở các huyện Darjeeling và Jalpaiguri ở bang Tây Bengal có khoảng 1.400.000 người nói tiếng Nepal. Ở vùng đông bắc Ấn Độ (gồm 7 bang Assam, Meghalaya, Nagaland, Manipur, Tripura, Mizoram và Arunachal Pradesh) cũng có vài triệu người nói tiếng Nepal. Một cộng đồng nói tiếng Nepal đáng kể có mặt ở nhiều thành phố của Ấn Độ như Kolkata, Delhi, Bangalore, Visakhapatnam, Chennai, Mumbai và Hyderabad.